# Paulo Nazareth
Paulo Nazareth é objeto de arte de Paulo Sérgio da Silva, nascido em Santo Antônio das Figueiras (Governador Valadares), Minas Gerais. “Nazareth” é  reverência à Nazareth Cassiano de Jesus, índigena borum (krenaque) mãe de sua mãe Ana Gonçalves da Silva natural do Vale do Rio Doce. Na infância trabalhou como cuidador de porcos, caseiro, vendedor ambulante, padeiro, capinador e varredor de rua. Abandonou o emprego de faxineiro para se dedicar ao fazer das Artes.

## Formação acadêmica
Em 1999 ingressou na Escola de Belas Artes da Universidade Federal de Minas Gerais (UFMG). Graduou-se em Artes Visuais em 2005 com habilitação em desenho e licenciatura e em 2006 com habilitação em gravura.

## Carreira
Sua maior influência nas artes foi o escultor e artista popular Mestre Orlando, com o qual aprendeu a fazer carrancas. Em 2005 foi selecionado na Bolsa Pampulha. Em 2006 participou de residência artística na Índia. Em 2009 fez exposições na Indonésia. Em 2011 participou da Feira de Art Basel na cidade de Miami, quando realizou a obra "Notícias de América", um de seus trabalhos de maior repercussão mundial. Em "Notícias de América" Paulo Nazareth cruzou a América Latina a pé e de carona. Em 2013 foi artista convidado da Décima segunda Bienal de Lyon onde apresentou parte da obra "Cadernos de África", que mostra por meio de fotografias e instalações, impressões de suas andanças pela continente africano. Cadernos de África faz o caminho inverso das grandes navegações de exploração europeias na África, e Produtos de Genocídio, trabalho que denuncia o extermínio de povos indígenas. 
Sua obra tem sido objeto de reflexões e pesquisas. Em 2013 foi publicado na Revista da UFMG um artigo sobre a obra de Paulo Nazareth, escrito pela professora e pesquisadora da UFMG Maria do Carmo de Freitas Veneroso. Suas obras podem ser encontradas em várias coleções permanentes como  na Pinacoteca do Estado de São Paulo e no Museu de Arte Moderna do Rio de Janeiro. Várias de suas obras podem ser vistas em sítios na internet.

## Prêmios
Foi finalista do Prêmio PIPA 2016. No dia 3 de outubro de 2016 recebeu a Medalha de Honra da UFMG em cerimônia presidia pelo reitor Jaime Arturo Ramírez no auditório da reitoria da universidade.